# Jerry Wald (Filmproduzent)
Jerry Wald (* 16. September 1911 in Brooklyn, New York City; † 13. Juli 1962 in Beverly Hills, Los Angeles, Kalifornien, eigentlich Jerome Irving Wald) war ein US-amerikanischer Drehbuchautor und Filmproduzent.

## Leben
In Brooklyn geboren, studierte Wald Journalismus an der New York University. Während seines Studiums begann er 1932, eine Radiokolumne für New York Graphic zu schreiben. Seine Kolumne mit dem Titel The Walds Have Ears wurde jedoch nach sechs Monaten eingestellt, nachdem ihm seine Kritik an einer Radiosendung Beschwerden von NBC eingebracht hatte. Schließlich ging Wald nach Hollywood, wo er zunächst als Drehbuchautor vor allem für Warner Brothers tätig war. Als solcher kam er unter anderem bei der Musicalkomödie Going Places und bei den Raoul-Walsh-Filmen Die wilden Zwanziger (1939), Nachts unterwegs (1940) und Herzen in Flammen (1941) zum Einsatz.
Ab 1941 fungierte Wald bei Warner auch als Filmproduzent. Zu seinen Produktionen zählen eine Reihe von Kriegsfilmen wie Einsatz im Nordatlantik (1943) mit Humphrey Bogart sowie mehrere Filmdramen mit Joan Crawford, darunter Solange ein Herz schlägt (1945), Humoreske (1946), Hemmungslose Liebe (1947) und Die Straße der Erfolgreichen (1949).
Als Produzent von Glut unter der Asche (1957) und Söhne und Liebhaber (1960) war Wald zweimal für den Oscar nominiert. 1949 erhielt er den Irving G. Thalberg Memorial Award. 1957 und 1958 produzierte er auch die Oscarverleihung. Er starb 1962 im Alter von 50 Jahren in seinem Haus in Beverly Hills an einem Herzinfarkt. Sein Grab befindet sich im Forest Lawn Memorial Park in Glendale, Kalifornien.
Wald war ab 1941 mit Constance „Connie“ Emily Polan (1916–2012) verheiratet, mit der er zwei Söhne hatte. Sein jüngerer Bruder Malvin Wald (1917–2008) folgte ihm nach Hollywood und war dort ebenfalls als Drehbuchautor tätig.

## Filmografie (Auswahl)
Drehbuch
- 1935: Maybe It’s Love – Regie: William C. McGann
- 1935: Sweet Music – Regie: Alfred E. Green
- 1935: Living on Velvet – Regie: Frank Borzage
- 1935: In Caliente – Regie: Lloyd Bacon
- 1935: Little Big Shot – Regie: Michael Curtiz
- 1935: I Live for Love – Regie: Busby Berkeley
- 1935: Stars Over Broadway – Regie: William Keighley
- 1936: Heiliges Kanonenrohr (Sons o’ Guns) – Regie: Lloyd Bacon
- 1936: Sing Me a Love Song – Regie: Ray Enright
- 1937: Ready, Willing and Able – Regie: Ray Enright
- 1937: Varsity Show – Regie: William Keighley
- 1938: Im Garten des Mondes (Garden of the Moon) – Regie: Busby Berkeley
- 1938: Hard to Get – Regie: Ray Enright
- 1938: Going Places – Regie: Ray Enright
- 1939: Naughty But Nice – Regie: Ray Enright
- 1939: Die wilden Zwanziger (The Roaring Twenties) – Regie: Raoul Walsh
- 1940: 3 Cheers for the Irish – Regie: Lloyd Bacon
- 1940: Tropische Zone (Torrid Zone) – Regie: William Keighley
- 1940: Nachts unterwegs (They Drive by Night) – Regie: Raoul Walsh
- 1941: Der Dollarregen (Million Dollar Baby) – Regie: Curtis Bernhardt
- 1941: Ufer im Nebel (Out of the Fog) – Regie: Anatole Litvak
- 1941: Herzen in Flammen (Manpower) – Regie: Raoul Walsh
- 1941: Navy Blues – Regie: Lloyd Bacon

Produktion
- 1941: Agenten der Nacht (All Through the Night) – Regie: Vincent Sherman
- 1942: Der Mann, der zum Essen kam (The Man Who Came to Dinner) – Regie: William Keighley
- 1942: Abenteuer in Panama (Across the Pacific) – Regie: John Huston
- 1942: Unser trautes Heim (George Washington Slept Here) – Regie: William Keighley
- 1943: Einsatz im Nordatlantik (Action in the North Atlantic) – Regie: Lloyd Bacon
- 1943: Spion im Orientexpress (Background to Danger) – Regie: Raoul Walsh
- 1943: Bestimmung Tokio (Destination Tokyo) – Regie: Delmer Daves
- 1945: Der Held von Burma (Objective, Burma!) – Regie: Raoul Walsh
- 1945: Pride of the Marines – Regie Delmer Daves
- 1945: Solange ein Herz schlägt (Mildred Pierce) – Regie: Michael Curtiz
- 1946: Humoreske (Humoresque) – Regie: Jean Negulesco
- 1947: Ehebruch (The Unfaithful) – Regie: Vincent Sherman
- 1947: Hemmungslose Liebe (Possessed) – Regie: Curtis Bernhardt
- 1947: Die schwarze Natter (Dark Passage) – Regie: Delmer Daves
- 1948: Gangster in Key Largo (Key Largo) – Regie: John Huston
- 1948: Schweigende Lippen (Johnny Belinda) – Regie: Jean Negulesco
- 1948: Die Liebesabenteuer des Don Juan (Adventures of Don Juan) – Regie: Vincent Sherman
- 1949: Die Straße der Erfolgreichen (Flamingo Road) – Regie: Michael Curtiz
- 1949: Sturm über dem Pazifik (Task Force) – Regie: Delmer Daves
- 1949: Tritt ab, wenn sie lachen (Always Leave Them Laughing) – Regie: Roy Del Ruth
- 1949: Die sündige Stadt (The Inspector General) – Regie: Henry Koster
- 1950: Der Mann ihrer Träume (Young Man with a Horn) – Regie: Michael Curtiz
- 1950: Mordsache: Liebe (Perfect Steangers) – Regie: Bretaigne Windust
- 1950: Im Solde des Satans (The Damned Don’t Cry) – Regie: Vincent Sherman
- 1950: Frauengefängnis (Caged) – Regie: John Cromwell
- 1950: Die Glasmenagerie (The Glass Menagerie) – Regie: Irving Rapper
- 1950: Menschenschmuggel (The Breaking Point) – Regie: Michael Curtiz
- 1951: Die Gefangene des Ku-Klux-Klan (Storm Warning) – Regie: Stuart Heisler
- 1951: Gangster unter sich (Behave Yourself!) – Regie: George Beck
- 1951: Das Herz einer Mutter (The Blue Veil) – Regie: Curtis Bernhardt
- 1952: Vor dem neuen Tag (Clash by Night) – Regie: Fritz Lang
- 1952: Arena der Cowboys (The Lusty Men) – Regie: Nicholas Ray
- 1953: Fegefeuer (Miss Sadie Thompson) – Regie: Curtis Bernhardt
- 1955: Ehe in Fesseln (Queen Bee) – Regie: Ranald MacDougall
- 1956: Geliebt in alle Ewigkeit (The Eddy Duchin Story) – Regie: George Sidney
- 1957: Die große Liebe meines Lebens (An Affair to Remember) – Regie: Leo McCarey
- 1957: Fenster ohne Vorhang (No Down Payment) – Regie: Martin Ritt
- 1957: Kiss Them for Me – Regie: Leo McCarey
- 1957: Glut unter der Asche (Peyton Place) – Regie: Mark Robson
- 1958: Der lange heiße Sommer (The Long, Hot Summer) – Regie: Martin Ritt
- 1958: Hölle, wo ist dein Schrecken (In Love and War) – Regie: Philip Dunne
- 1958: Blaue Nächte (Mardi Gras) – Regie: Edmund Goulding
- 1959: Fluch des Südens (The Sound and the Fury) – Regie: Martin Ritt
- 1959: Alle meine Träume (The Best of Everything) – Regie: Jean Negulesco
- 1959: Die Krone des Lebens (Beloved Infidel) – Regie: Henry King
- 1959: Sensation auf Seite 1 (The Story on Page One) – Regie: Clifford Odets
- 1960: Söhne und Liebhaber (Sons and Lovers) – Regie: Jack Cardiff
- 1960: Machen wir’s in Liebe (Let’s Make Love) – Regie: George Cukor
- 1961: Rückkehr nach Peyton Place (Return to Peyton Place) – Regie: José Ferrer
- 1961: Lied des Rebellen (Wild in the Country) – Regie: Philip Dunne
- 1962: Mr. Hobbs macht Ferien (Mr. Hobbs Takes a Vacation) – Regie: Henry Koster
- 1962: Hemingways Abenteuer eines jungen Mannes (Hemingway’s Adventures of a Young Man) – Regie: Martin Ritt
- 1963: Die verlorene Rose (The Stripper) – Regie: Franklin J. Schaffner